# Paul Ginsborg
Paul Anthony Ginsborg (Londres, 18 de julho de 1945 – Florença, 11 de maio de 2022) foi um historiador inglês, naturalizado italiano, que está entre os eruditos mais famosos da história da Itália contemporânea.
Foi fellow do Churchill College da Universidade de Cambridge, onde lecionou na Faculdade de Ciências Sociais e Políticas. Na Itália, teve posições de ensino na Universidade de Siena e Turim. Desde 1992 lecionava História da Europa Contemporânea na Faculdade de Artes de Florença.
Ficou conhecido pelo público em geral por ter colaborado com Francesco Pardi na criação do movimento girotondi.